# Villa (Viljandi)
Villa is een plaats in de Estlandse provincie Viljandimaa, behorend tot de gemeente Viljandi vald. De plaats heeft de status van dorp (Estisch: küla).
Tot in het najaar van 2017 lag Villa in de gemeente Tarvastu. Toen werd deze gemeente bij de gemeente Viljandi vald gevoegd.

## Bevolking
Het dorp had 148 inwoners op 31 december 2011 en 134 inwoners op 31 december 2021.

## Ligging
Villa ligt aan de westoever van het meer Võrtsjärv. Langs de zuidgrens van het dorp stroomt de beek Põdraoja, die uitkomt op de rivier Tarvastu. De rivier stroomt daarna verder naar het oosten, over een korte afstand langs de zuidgrens van Villa en daarna parallel aan de grens op een afstand van ca. 100 meter. Op het grondgebied van het buurdorp Sooviku komt de rivier ten slotte uit in het Võrtsjärv.

## Geschiedenis
Villa werd voor het eerst genoemd in 1693 als een boerderij op het landgoed van Tarvastu, die bekend stond als Willauaka Mats of Willawacka Hans. De boerderij groeide uit tot een nederzetting, die pas in 1970 de status van dorp kreeg.